# 费德勒尔韦
費德勒爾韋（直译：「聯邦大道」）位於美國華盛頓州金县，夾在西雅圖和塔科馬中間。西邊為普吉特海灣，北邊與得梅因相接，東邊與肯特、未合併的金郡領地和密爾頓相接，南邊則與塔科馬和法夫相接。2010年美國人口普查時人口為89,306人。

## 著名人士
- 阿波罗·大野，贏得八面奧運獎牌的短道速滑運動員。
- 傑·亞·塞斯基，贏得兩面奧運獎牌和世界冠軍的短道速滑運動員。

## 姊妹市
費德勒爾韋有兩個姊妹市：
- 韓國東海市
- 日本八戶市

## 註解與參考資料
1. ↑  並不包括從2000年起合併的土地。
2. ↑  . United States Census Bureau.   [2008-01-31].
3. ↑  . United States Geological Survey. 2007-10-25  [2008-01-31].
4. ↑  .   [2011-05-20]. （原始内容存档于2010-10-31）.
5. ↑  .   [2008-09-17]. （原始内容存档于2007-09-27）.

## 外部連結
- City of Federal Way （页面存档备份，存于）
- Federal Way Chamber of Commerce
- The Historical Society of Federal Way
- Federal Way History
- Federal Way QuickFacts from the US Census Bureau
- 中的“Federal Way, Washington”